# 二硫代亚铬酸钾
二硫代亚铬酸钾是一种无机化合物，化学式为KCrS2。

## 制备及性质
它可由碳酸钾、三氧化二铬在硫化氢气氛中加热反应得到：
{\displaystyle {\mathsf {K_{2}CO_{3}+Cr_{2}O_{3}+4H_{2}S\ {\xrightarrow {800-900^{o}C}}\ 2KCrS_{2}+CO_{2}+4H_{2}O}}}
在800~900 °C加热铬、硫和碳酸钾的混合物，或者重铬酸钾在氢气-硫化氢气氛中于600 °C还原，都能得到KCrS2。
它是四方晶系的晶体，空间群R3m，晶胞参数a=0.3618 nm, c=2.116 nm。它是极易潮解的铁磁性物质，居里点112 K。

## 拓展阅读
- A. V. Ushakov, D. A. Kukusta, A. N. Yaresko, D. I. Khomskii. . Physical Review B. 2013-01-14, 87 (1): 014418  [2019-02-05]. doi:10.1103/PhysRevB.87.014418.